# Alice Davenport
Alice Davenport, geboren als Alice Shepphard (New York, 29 februari 1864 - Los Angeles, 24 juni 1936) was een Amerikaanse actrice.

## Levensloop en carrière
Davenport werd geboren als Alice Shepphard. Ze begon haar carrière in 1911. Op dat moment nam ze reeds de naam aan van haar ex-echtgenoot Harry Davenport. Davenport speelde vooral bij het begin van de Eerste Wereldoorlog veel rollen. Ze speelde vaak met hetzelfde kransje acteurs, zoals Roscoe Arbuckle, Mabel Normand, Mack Sennett en Charlie Chaplin. Met Chaplin speelde ze onder meer in The Star Boarder (1914), Mabel's Strange Predicament (1914) en Caught in the Rain (1914). 
Davenport stopte met acteren in 1930, het tijdstip dat ongeveer samenviel met de intrede van de geluidsfilm. Ze overleed zes jaar later op 72-jarige leeftijd.